# Horsens (stad)
Horsens is een stad in de Deense regio Midden-Jutland, gemeente Horsens en telt 53.807 inwoners (2011).
Horsens is bekend om de aanwezigheid van de fabriek van Vola, een bedrijf dat sanitair kraanwerk en accessoires fabriceert en ontwikkelt die eind jaren zestig werden ontworpen door Arne Jacobsen.

## Sport
AC Horsens is de betaaldvoetbalclub van Horsens en speelt haar wedstrijden in het CASA Arena Horsens.

## Geboren
- Vitus Bering (1681-1741), ontdekkingsreiziger
- Vagn Holmboe (1909-1996), componist
- Erik Bang (1944), schaker
- Bent Schmidt Hansen (1946-2013), voetballer
- Jan Trøjborg (1955-2012), politicus
- Anders Samuelsen (1967), politicus
- Michael Skelde (1974), wielrenner
- Søren Jochumsen (1976), voetballer
- Brian Priske (1977), voetballer
- Peter Bjørnskov (1981), singer-songwriter
- Kasper Klostergaard (1983), wielrenner
- Niki Østergaard (1988), wielrenner
- Simon Kjær (1989), voetballer
- Frederik Rønnow (1992), voetballer
- Mads Bech Sørensen (1999), voetballer
- William Blume Levy (2001), wielrenner
- Nikolas Dyhr (2001), voetballer
- Jeppe Kjær (2004), voetballer